# Rémálom az Elm utcában (franchise)
A Rémálom az Elm utcában (eredeti cím: A Nightmare on Elm Street) kilenc filmből, továbbá egy televíziós sorozatból, regényekből, képregényekből és videójátékokból álló horrorfilmes franchise.
A sorozat első része az 1984-ben bemutatott Rémálom az Elm utcában volt, melyet Wes Craven írt és rendezett. A filmek középpontjában Freddy Krueger, egy korábbi gyermekgyilkos kísértete áll. Miután áldozatainak bosszúszomjas szülei elevenen megégették, Freddy a túlvilágról visszatérve álmaikon keresztül terrorizálja és gyilkolja meg a fiktív Springwood kisváros tizenéves lakosait. Craven az első filmen túl a harmadik rész társírójaként, és a hetedik rész írójaként, illetve rendezőjeként vett részt a sorozat elkészítésében. A filmeket a  New Line Cinema forgalmazta.
Bár vegyes kritikákat kapott, a filmsorozat kb. 472 millió dolláros bevételt termelt és az egyik legjövedelmezőbb horrorfilmes sorozattá vált.
1988-ban megjelent egy kapcsolódó televíziós sorozat. 2003-ban mutatták be a Freddy vs. Jason című filmet, mely egy crossover a Péntek 13 horrorfilmes sorozattal, szerepeltetve annak ikonikus alakját, Jason Voorheest. Az eredeti film remake-je 2010-ben került mozikba. Több, a filmsorozatról szóló dokumentumfilmet is kiadtak.

## Fordítás
- Ez a szócikk részben vagy egészben  az   A Nightmare on Elm Street (franchise) című angol Wikipédia-szócikk fordításán alapul.  Az eredeti cikk szerkesztőit annak laptörténete sorolja fel. Ez a jelzés csupán a megfogalmazás eredetét és a szerzői jogokat jelzi, nem szolgál a cikkben szereplő információk forrásmegjelöléseként.